# Dryobota labecula
Dryobota labecula là một loài bướm đêm trong họ Noctuidae.